# Oud-katholiek Gezangboek

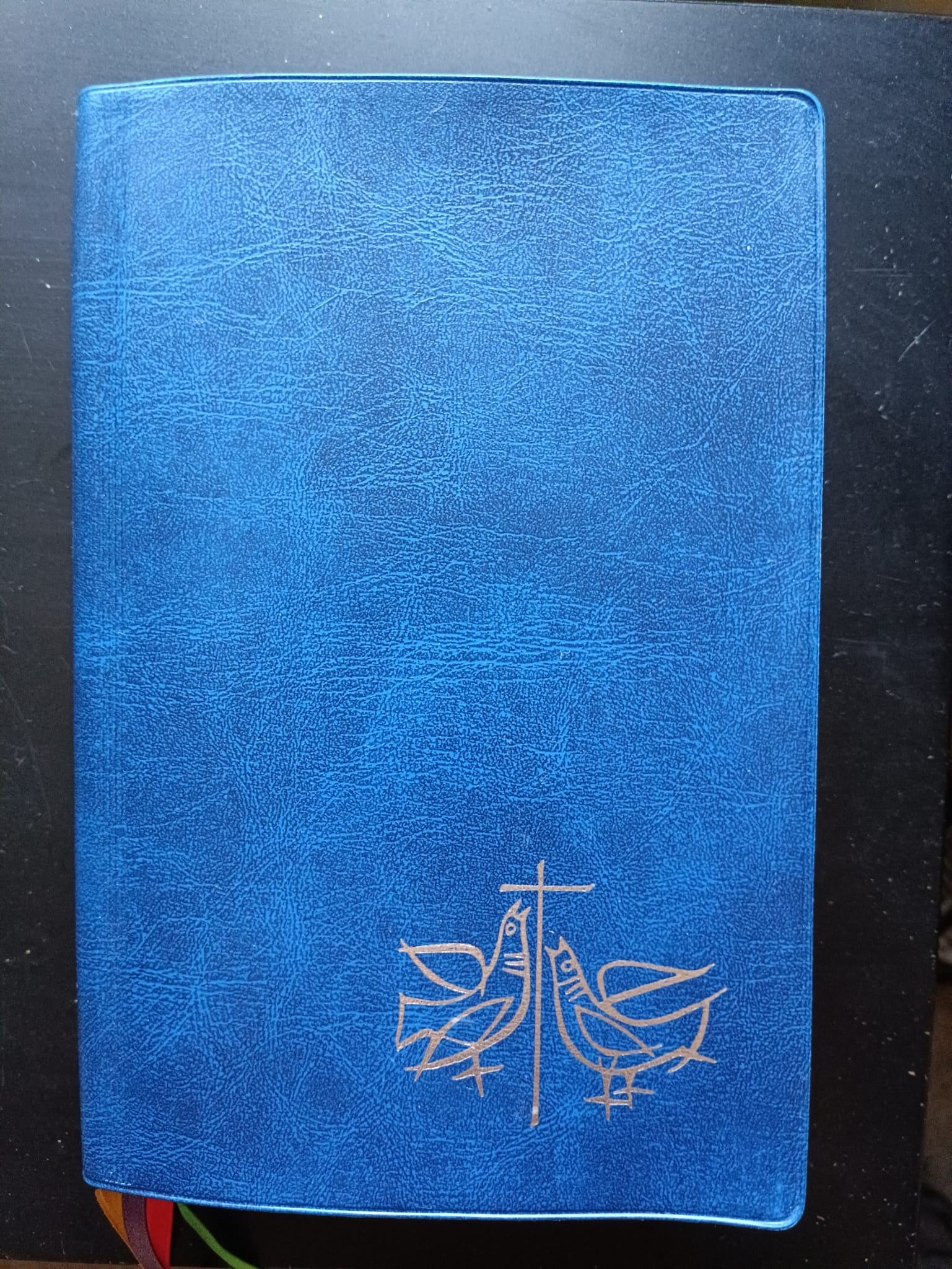
Het Oud-katholiek Gezangboek (2006)

Het Oud-katholiek Gezangboek (alternatief: Gezangboek van de Oud-Katholieke Kerk van Nederland) is een liturgisch liedboek dat in de oud-katholieke kerk gebruikt wordt. Het kwam voor het eerst uit in 1990 en bevat verschillende type gezangen. Sinds de herdruk in 2006 bevat het 791 liederen, waaronder voorbeden, missen en het Wilhelmus. Het is uitgegeven door uitgeverij Gooi en Sticht te Kampen.

## Geschiedenis
Het gezangboek is opgesteld in opdracht van het Collegiaal Bestuur van de Oud-Katholieke Kerk van Nederland, en werd samengesteld door de Bisschoppelijke Commissie voor de Liturgische Muziek en de Bisschoppelijke Commissie voor de Liturgie. Het gezangboek is onder meer samengesteld met bronnen uit de psalmen, Anglicaanse meerstemmige zettingen, gregoriaanse handschriften uit de einde van de negende eeuw tot het begin van de elfde eeuw, eerdere gezangboeken en hedendaagse kerkmusici als Huub Oosterhuis en Willem Barnard. In 1990 kwam de eerste uitgave uit, in 2006 kwam een herdruk met een klein supplement uit.

## Inhoud
De liederen zijn onderverdeeld in bewerkingen van psalmen, liturgische gezangen, liederen, missen, appendices en een supplement. De liederen zijn in het Nederlands geschreven of vertaald naar het Nederlands, dat als volkstaal de liturgische taal is. Vertaalde liederen komen onder ander uit het Engels, Duits, Frans, Latijn, Hongaars en Welsh. Daarbij staat de originele titel wel boven het lied. Bij de meeste liederen is de melodie op bladmuziek genoteerd, maar een deel van de gezangen en enkele andere liederen zijn gregoriaans genoteerd.